# Seznam dílů seriálu Včelka Mája (1975)
Toto je seznam dílů seriálu Včelka Mája z roku 1975. Koprodukční animovaný seriál Včelka Mája se skládá ze dvou sérií, z nichž první vznikla v polovině 70. let 20. století a v Japonsku, kde byla vyrobena, je chápána jako první seriál みつばちマーヤの冒険, Micubači Mája no bóken. V 80. letech vzniklo pokračování, které je v Japonsku chápáno jako navazující seriál 新みつばちマーヤの冒険, Šin Micubači Mája no bóken. V Česku, kde je pořad odvozen z německé verze, je však chápáno jako druhá série původního seriálu.
V původním seriálu má průměrná epizoda délku něco málo přes 20 minut.

## Seznam dílů

### Japonsko
Informace o japonské premiéře se v různých zdrojích různí. Pořadí dílů je jiné než při německém, resp. českém uvedení, nelze je tedy jednoduše provázat podle čísla dílu.

#### První řada (1975–1976)
| Č. v seriálu | Původní název                                         | Český název | Premiéra v Japonsku |
| ------------ | ----------------------------------------------------- | ----------- | ------------------- |
| 1            | Mája no tandžó マーヤの誕生                           |             | 1. dubna 1975       |
| 2            | Jume no aru čikai 夢のある誓い                        |             |                     |
| 3            | Hikari no naka e ひかりの中へ                         |             |                     |
| 4            | Kokjó o ato ni 故郷をあとに                           |             |                     |
| 5            | Bara ni wa toge to micu ga aru バラにはトゲと蜜がある |             |                     |
| 6            | Tonbo no Šunukku トンボのシュヌック                   |             |                     |
| 7            | Ie bae no Pukku 家バエのプック                        |             |                     |
| 8            | Kumo to komori ka クモと子守歌                        |             |                     |
| 9            | Ame jadori 雨やどり                                   |             |                     |
| 10           | Sudači no ši 巣立ちの詩                               |             |                     |
| 11           | Mimizu wa mimizu みみずはみみず                       |             |                     |
| 12           | Maigo sawagi 迷子さわぎ                               |             |                     |
| 13           | Ari ni natta Uirí アリになったウイリー                |             |                     |
| 14           | Hasami-čú no kazoku ハサミ虫の家族                    |             |                     |
| 15           | Mája no jakusoku マーヤの約束                         |             |                     |
| 16           | Firippu no dai pinči フィリップの大ピンチ             |             |                     |
| 17           | 100 no kokoro to 100 no aši 100の心と100の足          |             |                     |
| 18           | Amagaeru no šippai 雨蛙のしっぱい                     |             |                     |
| 19           | Kaze o sakete 風をさけて                              |             |                     |
| 20           | Do no naka no o tomodači 土の中の仲間たち             |             |                     |
| 21           | Komatta obásan 困ったおばあさん                       |             |                     |
| 22           | Mája no ičiniči taičó マーヤの一日隊長                |             |                     |
| 23           | Tobe! Firippu 跳べ！フィリップ                        |             |                     |
| 24           | Semi no uta セミの歌                                  |             |                     |
| 25           | Ari no ko 6 ban アリの子6番                           |             |                     |
| 26           | Kórogi no merodi コオロギのメロディ                   |             |                     |
| 27           | Inoči gake no tabi 命がけの旅                         |             |                     |
| 28           | Nisemono ni gojódžin にせものに御用心                 |             |                     |
| 29           | Inago ga jattekuru イナゴがやってくる                 |             |                     |
| 30           | Mája no onegai マーヤのお願い                         |             |                     |
| 31           | Ókiku naritai 大きくなりたい                          |             |                     |
| 32           | Kaboča hatake wa ósawagi カボチャ畑は大騒ぎ           |             |                     |
| 33           | Nigero ja nigero 逃げろや逃げろ                       |             |                     |
| 34           | Ouči ga hošii おうちがほしい                          |             |                     |
| 35           | Mizu no naka no otomodači 水の中のお友達              |             |                     |
| 36           | Mama ni natta Mája ママになったマーヤ                 |             |                     |
| 37           | Ókina ókina Uirádo 大きな大きなウイラード             |             |                     |
| 38           | Futari no Firippu 二人のフィリップ                    |             |                     |
| 39           | Nomi no ko Kiti ノミの子キティ                        |             |                     |
| 40           | Juki no naka no Mája 雪の中のマーヤ                   |             |                     |
| 41           | Haru ga kita kita 春がきたきた                        |             |                     |
| 42           | Ga no Džakku 蛾のジャック                             |             |                     |
| 43           | Ari no bokudžó アリの牧場                             |             |                     |
| 44           | Mája no ana boko sakusen マーヤの穴ぼこ作戦           |             |                     |
| 45           | Hora fuki gokiburi ほらふきゴキブリ                   |             |                     |
| 46           | Atarašii otomodači 新しいお友達                       |             |                     |
| 47           | Hitoribočči no čanpion 一人ぽっちのチャンピオン       |             |                     |
| 48           | Hae no tamago sódó ハエの卵騒動                       |             |                     |
| 49           | Micubači no Bádo みつばちのバート                     |             |                     |
| 50           | Ari no ko Ansoní アリの子アンソニー                   |             |                     |
| 51           | Suzume hači no wana スズメ蜂のワナ                    |             |                     |
| 52           | Okaeri Mája お帰りマーヤ                              |             | 20. dubna 1976      |

#### Druhá řada (1982–1983)
| Č. v seriálu | Původní název                                                         | Český název | Premiéra v Japonsku |
| ------------ | --------------------------------------------------------------------- | ----------- | ------------------- |
| 53           | Bokujó no haru 牧場の春                                               |             | 12. října 1982      |
| 54           | Čikara kurabe 力くらべ                                                |             | 19. října 1982      |
| 55           | Jagai ongakukai 野外音楽会                                            |             | 26. října 1982      |
| 56           | Sora tobu Mauší 空飛ぶマウシィ                                        |             | 2. listopadu 1982   |
| 57           | Čízu tónan džiken チーズ盗難事件                                      |             | 9. listopadu 1982   |
| 58           | Nomi no fúraibó ノミの風来坊                                          |             | 16. listopadu 1982  |
| 59           | Mauší kjúšucu sakusen マウシィ救出作戦                                |             | 23. listopadu 1982  |
| 60           | Bokujó no orinpikku 牧場のオリンピック                                |             | 30. listopadu 1982  |
| 61           | Dai dassó 大脱走                                                      |             | 7. prosince 1982    |
| 62           | Mája no rúcu wa Kureopatora?! マーヤのルーツはクレオパトラ?!          |             | 14. prosince 1982   |
| 63           | Bura bó sakká ブラボー サッカー                                       |             | 21. prosince 1982   |
| 64           | Sasurai no Wirí さすらいのウィリー                                    |             | 28. prosince 1982   |
| 65           | Tói hoši kara kita hikaru seibucu 遠い星から来た光る生物              |             | 4. ledna 1983       |
| 66           | Jókoso inoči no ondžin ようこそ命の恩人                               |             | 11. ledna 1983      |
| 67           | Suneiru sensei wa meí スネイル先生は名医                              |             | 18. ledna 1983      |
| 68           | Sore ike Mauší kjódžu それ行けマウシィ教授                            |             | 25. ledna 1983      |
| 69           | Sumeba to no monogatari 住めば都の物語                                |             | 1. února 1983       |
| 70           | Dai kabutomuši no júki 大カブト虫の勇気                               |             | 8. února 1983       |
| 71           | Okašina dai kúčúsen おかしな大空中戦                                  |             | 15. února 1983      |
| 72           | Kaze no itazura 風のいたずら                                          |             | 22. února 1983      |
| 73           | Kabutomuši ródžin ga jattekita カブト虫老人がやって来た               |             | 1. března 1983      |
| 74           | Merubin nísan dai senpú メルビン兄さん大旋風                          |             | 8. března 1983      |
| 75           | Jonimo fušigina džiken 世にも不思議な事件                             |             | 15. března 1983     |
| 76           | Uirí hirune ni go jódžin ウイリー昼寝に御用心                         |             | 22. března 1983     |
| 77           | Báto kun wa sora o tobetane バート・君は空を飛べたね                  |             | 29. března 1983     |
| 78           | Kánibaru no hómonša カーニバルの訪問者                                |             | 5. dubna 1983       |
| 79           | Amefuri wa gekidžó ga saikó 雨降りは劇場が最高                        |             | 12. dubna 1983      |
| 80           | Hora fuki Bání ホラ吹きバーニー                                       |             | 19. dubna 1983      |
| 81           | Mauší maboroši no čó tokkjú マウシイ幻の超特急                        |             | 26. dubna 1983      |
| 82           | Šiki denwa kaicú マウシイ式電話開通                                   |             | 3. května 1983      |
| 83           | Wana no šikakerareta hikó kontesuto ワナの仕掛けられた 飛行コンテスト |             | 10. května 1983     |
| 84           | Šiawase o hakobu koganečú 幸せを運ぶコガネ虫                          |             | 17. května 1983     |
| 85           | Wirí zettaizecumei ウイリー絶体絶命                                   |             | 24. května 1983     |
| 86           | O širo no naka no Beatorisu お城の中のベアトリス                      |             | 31. května 1983     |
| 87           | Mája to Mauší učú e iku? マーヤとマウシー宇宙へ行く?                  |             | 7. června 1983      |
| 88           | Dai kui no mábin 大喰いのマービン                                     |             | 14. června 1983     |
| 89           | Aozora čókoku taikai 青空彫刻大会                                     |             | 21. června 1983     |
| 90           | Ečiketto sódó エチケット騒動                                          |             | 28. června 1983     |
| 91           | Bokujó ni mizu ga nai 牧場に水がない                                  |             | 5. července 1983    |
| 92           | Bokujó no gjangudan 牧場のギャング団                                  |             | 12. července 1983   |
| 93           | Naga i tomodači なが～い友達                                          |             | 19. července 1983   |
| 94           | Joó heika kangei pátí 女王陛下歓迎パーティー                          |             | 26. července 1983   |
| 95           | Kiri no júkai džiken 霧の誘拐事件                                     |             | 2. srpna 1983       |
| 96           | Hošizora no fantadží 星空のファンタジー                               |             | 9. srpna 1983       |
| 97           | Tairjoku fusoku ni go jódžin 体力不足に御用心                         |             | 16. srpna 1983      |
| 98           | Bokujó kara ai o komete 牧場から愛をこめて                            |             | 23. srpna 1983      |
| 99           | Mačigai kekkonšiki まちがい結婚式                                     |             | 30. srpna 1983      |
| 100          | Kusa sukí taikai 草スキー大会                                         |             | 6. září 1983        |
| 101          | Jotto rjokó wa SOS ヨット旅行はSOS                                    |             | 13. září 1983       |
| 102          | Wirí kóri o aisu ウィリー氷をアイス                                   |             | 20. září 1983       |
| 103          | Bokujó no soba no bessekai 牧場のそばの別世界                         |             | 23. září 1983       |
| 104          | Bokujó no hanamacuri 牧場の花祭り                                     |             | 27. září 1983       |

### Německo

#### Druhá řada (1979–1980)
| Č. v seriálu | Č. v řadě | Původní název                      | Český název                 | Datum premiéry     |
| ------------ | --------- | ---------------------------------- | --------------------------- | ------------------ |
| 53           | 1         | Alexander der Große                | Myšák Alexandr              | 1. září 1979       |
| 54           | 2         | Kraftprotz Herrmann                | Silák Heřman                | 8. září 1979       |
| 55           | 3         | Das Freilichtkonzert               | Koncert v přírodě           | 15. září 1979      |
| 56           | 4         | Bei ganz feinen Leuten             | Návštěva ve vznešeném domě  | 22. září 1979      |
| 57           | 5         | Der geheimnisvolle Käsedieb        | Záhadný zloděj              | 29. září 1979      |
| 58           | 6         | Hans und Heinz aus Mainz           | Bleší cirkus                | 6. října 1979      |
| 59           | 7         | Erntedankfest mit Hindernissen     | Dožínková soutěž            | 13. října 1979     |
| 60           | 8         | Spuk auf der Waldwiese             | Strašidlo na louce          | 20. října 1979     |
| 61           | 9         | Königin Maja und Prinzessin Thekla | Mája a princezna Fidla      | 27. října 1979     |
| 62           | 10        | Die Maus in der Flasche            | Myšák v láhvi               | 3. listopadu 1979  |
| 63           | 11        | Besuch aus der Stadt               | Návštěva z města            | 10. listopadu 1979 |
| 64           | 12        | Willie der Nachtwächter            | Vilík nočním hlídačem       | 17. listopadu 1979 |
| 65           | 13        | Das Wesen vom anderen Stern        | Host z vesmíru              | 24. listopadu 1979 |
| 66           | 14        | Puck und Freda                     | Puk a Frída                 | 1. prosince 1979   |
| 67           | 15        | Alexander geht in die Luft         | Létající Alexandr           | 8. prosince 1979   |
| 68           | 16        | Die Fliegenprinzessin              | Vosí princezna              | 22. prosince 1979  |
| 69           | 17        | Unerwünschter Besuch               | Nevítaný host               | 5. ledna 1980      |
| 70           | 18        | Die Raubameisen kommen             | Obří brouk                  | 12. ledna 1980     |
| 71           | 19        | Das große Finale                   | Velké finále                | 19. ledna 1980     |
| 72           | 20        | Stürmischer Nachmittag             | Nezbedný vítr               | 26. ledna 1980     |
| 73           | 21        | So ein Theater!                    | Velké divadlo               | 2. února 1980      |
| 74           | 22        | Das große Wettfliegen              | Soutěž v létání             | 9. února 1980      |
| 75           | 23        | Ein goldener Käfer                 | Zlatohlávek pro štěstí      | 16. února 1980     |
| 76           | 24        | Auf einem anderen Stern            | Na jiné planetě             | 23. února 1980     |
| 77           | 25        | Wer hilft Emil?                    | Kdo pomůže Emilovi?         | 1. března 1980     |
| 78           | 26        | Lange Nasen und Störenfriede       | Nezvaní hosté               | 8. března 1980     |
| 79           | 27        | Hilfe, wer bin ich?                | Jak Alexandr ztratil paměť  | 15. března 1980    |
| 80           | 28        | Picknick mit Hindernissen          | Piknik s překážkami         | 22. března 1980    |
| 81           | 29        | Willi in Gefangenschaft            | Vilík v zajetí              | 29. března 1980    |
| 82           | 30        | Das Alexandrophon                  | Alexandrofon                | 5. dubna 1980      |
| 83           | 31        | Wo sind Flip und Willi?            | Tajemství louky             | 12. dubna 1980     |
| 84           | 32        | Die Sache mit dem Bumerang         | Bumerang                    | 19. dubna 1980     |
| 85           | 33        | In der Falle                       | V pasti                     | 26. dubna 1980     |
| 86           | 34        | Prinzessin Beatrice                | Princezna Beatrice          | 3. května 1980     |
| 87           | 35        | Herr Besserwisser                  | Pan Porada                  | 10. května 1980    |
| 88           | 36        | Marvin, der Lebensretter           | Zachránce života            | 17. května 1980    |
| 89           | 37        | Der falsche Bräutigam              | Ženich                      | 24. května 1980    |
| 90           | 38        | Aus dem Lande der Bananen          | Ze země banánů              | 31. května 1980    |
| 91           | 39        | Kein Wasser mehr                   | Kam zmizela voda            | 7. června 1980     |
| 92           | 40        | Die Moskitobande                   | Banda moskytů               | 14. června 1980    |
| 93           | 41        | Ganz feine Leute                   | Slušná společnost           | 21. června 1980    |
| 94           | 42        | Die Königin kommt                  | Vítání královny             | 28. června 1980    |
| 95           | 43        | Maja, das Findelkind               | Únos v mlze                 | 12. července 1980  |
| 96           | 44        | Das große Skirennen                | Velké lyžařské závody       | 19. července 1980  |
| 97           | 45        | Eine Seefahrt, die ist lustig      | Šťastnou cestu              | 26. července 1980  |
| 98           | 46        | Wie Willie die Wiese rettet        | Jak Vilík zachraňoval louku | 2. srpna 1980      |
| 99           | 47        | Die Sache mit dem Fernrohr         | Velký vynález               | 9. srpna 1980      |
| 100          | 48        | Krach um Vielliebchen              | Zlatíčko                    | 16. srpna 1980     |
| 101          | 49        | Feuer! Feuer!                      | Požár                       | 23. srpna 1980     |
| 102          | 50        | Lecker, lecker Eis                 | Jak chutná led              | 30. srpna 1980     |
| 103          | 51        | Jakob aus dem Paradies             | Jakub ze skleníku           | 6. září 1980       |
| 104          | 52        | Das Blumenfest                     | Květinová slavnost          | 13. září 1980      |